# بدفورد سی‌اف
بدفورد سی‌اف (Bedford CF) خودرویی است که در سال‌های ۱۹۶۹ تا ۱۹۸۸تولید شده‌است. طراحی آن موتور جلو و توزیع نیروی پیشران بوده است. سیستم جعبه‌دندهٔ آن ۳ دنده به دو صورت خودکار و دستی است.

## نگارخانه

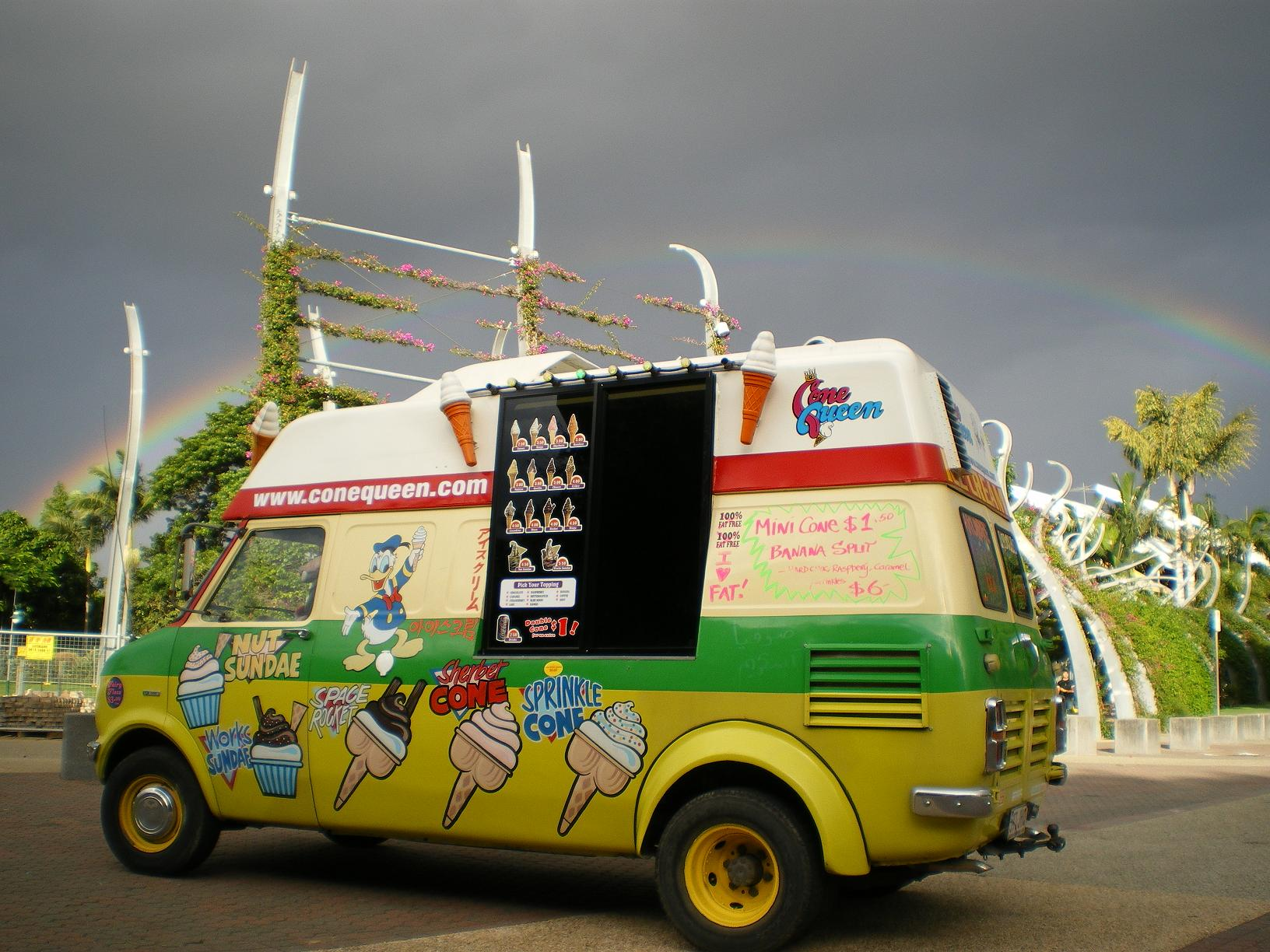
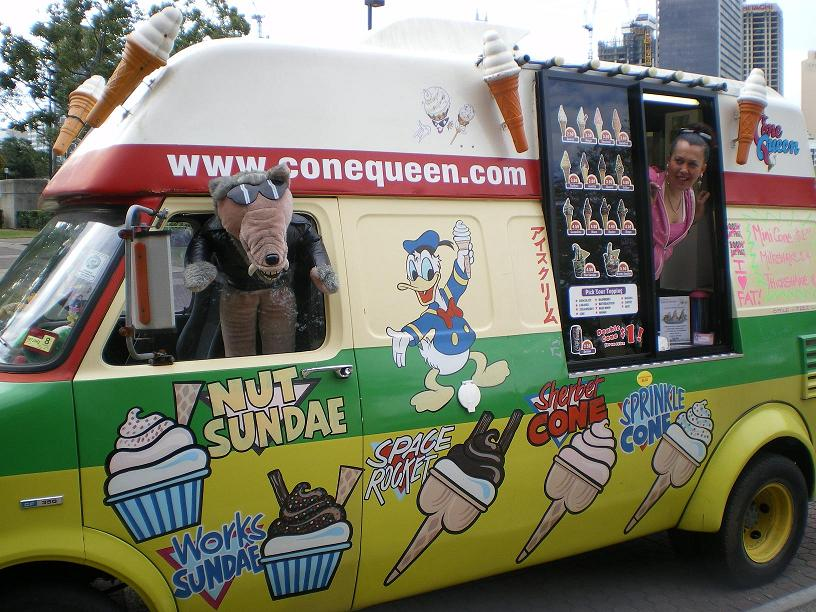